# Josh Fox
Josh Fox é um cineasta, dramaturgo e ativista ambiental norte-americano. Como reconhecimento, foi nomeado ao Oscar 2011 na categoria de Melhor Documentário em Longa-metragem por Gasland.